# Catania Beach Soccer
La Associazione Sportiva Dilettantistica Catania Beach Soccer es el primer equipo de fútbol playa de Catania. El club tiene su sede en Gravina di Catania (CT).

## Historia
Fundado en 2004 por Giuseppe Bosco, con Stefano Musumeci entrenador, inmediatamente participó en el campeonato de la Serie A. El primer año ganó la Copa Italia.

## Éxitos
El Catania Beach Soccer ha logrado muchas victorias, es el club más titulado de Italia.
- Campeonato de Serie A

2 (2008 y 2018)
- Copa Italia

4 (2004, 2005, 2018, 2019)
- Supercopa italiana

4 (2006, 2007, 2009, 2016)